# Hermann Rösch
Hermann Rösch (* 28. Februar 1954 in Bonn; auch Hermann Rösch-Sondermann) ist ein deutscher Bibliothekar, Informations- und Kommunikationswissenschaftler und Hochschullehrer.

## Leben und Wirken
Hermann Rösch studierte Soziologie, Politikwissenschaft, Volkswirtschaftslehre und Germanistik. Nach dem Staatsexamen für den höheren Schuldienst 1978 promovierte er 1982 an der Universität Bonn über Gottfried Kinkel, mit dem er sich auch später öfters beschäftigt. Im gleichen Jahr (1982) trat er als Bibliotheksreferendar an der Universitätsbibliothek Bonn in die Ausbildung für den höheren Bibliotheksdienst und legte 1984 die Fachprüfung an der Fachhochschule für Bibliotheks- und Dokumentationswesen in Köln ab. Von 1984 bis 1997 arbeitete er an der Bibliothek der Friedrich-Ebert-Stiftung in Bonn, deren stellvertretender Leiter er 1995 wurde. Ab dem Jahre 1997 lehrte er als Professor an der Fachhochschule für Bibliotheks- und Informationswesen in Köln (später: Technische Hochschule Köln) und vertrat dort bis zum Eintritt in den Ruhestand 2019 vor allem die Fächer Informationswissenschaft (Informationsdienstleistungen, Informationsethik) und Bibliotheksethik.

## Veröffentlichungen (Auswahl)
- Gottfried Kinkel als Ästhetiker, Politiker und Dichter (= Veröffentlichungen des Stadtarchivs Bonn, Bd. 29). Röhrscheid, Bonn 1982, ISBN 3-7928-0462-X (Dissertation Universität
- Bonn).
- Bibliographie der lokalen Alternativpresse. Vom Volksblatt zum Stadtmagazin. Saur, München 1988, ISBN 3-598-10816-8.
- Der Zentralverband Christlicher Holzarbeiter Deutschlands. Ein Bestandsverzeichnis. Bibliothek der Friedrich-Ebert-Stiftung, Bonn 1991, ISBN 3-926132-62-0.
- (Mitbearb.): Deutsche Alternativpresse auf Mikrofilm. Ein Bestandsverzeichnis der Bibliothek der Friedrich-Ebert-Stiftung, Bonn 1992, ISBN 3-86077-146-9.
- (mit Rüdiger Zimmermann): Helmut Schmidt als Parlamentarier. Ein Verzeichnis seiner Reden und Beiträge. Bibliothek der Friedrich-Ebert-Stiftung, Bonn 1994, ISBN 3-86077-319-4.
- Die Londoner Schillerfeier 1859. In: Zeitschrift für deutsche Philologie, Bd. (115), 1996, S. 94–111.
- (mit Simone Fühles-Ubach): Bibliothekarisches Berufsbild im Wandel. Umfrage bei den Studierenden des Fachbereiches Bibliotheks- und Informationswesen der Fachhochschule Köln 1998. Fachhochschule, Fachbereich Bibliotheks- und Informationswesen, Köln 1999.
- Kunst und Revolution. Gottfried Kinkel und Ferdinand Freiligrath. Stationen einer schwierigen Freundschaft. In: Grabbe-Jahrbuch Bd. 19/20 (2000/2001), S. 260–283,
- (Hrsg.): Enzyklopädie im Wandel. Schmuckstück der Bücherwand, rotierende Scheibe oder Netzangebot. Fachhochschule Köln, Fachbereich Informationswissenschaft, Köln 2002.
- Wissenschaftliche Kommunikation und Bibliotheken im Wandel. Sammeln und Ordnen, Bereitstellen und Vermitteln in diversen medialen Kontexten und Kulturen. In: BIT online, Bd. 7 (2004), S. 113–124.
- (Mitautor): Engelbert Plassmann u. a.: Bibliotheken und Informationsgesellschaft in Deutschland. Eine Einführung. Harrassowitz, Wiesbaden 2006, ISBN 3-447-05230-9 (3. erw. Auflage 2019, ISBN 978-3-447-06620-4).
- Gottfried Kinkel. Dichter und Demokrat. Ed. Lempertz, Königswinter 2006, ISBN 3-933070-85-6.
- Das Auskunftsinterview. In: Tom Becker (Hrsg.): "Was für ein Service"! Entwicklung und Sicherung der Auskunftsqualität von Bibliotheken (= BIT online. Innovativ, Bd. 13). Dinges & Frick, Wiesbaden 2007, S. 69–82, ISBN 978-3-934997-15-8.
- Academic Libraries und Cyberinfrastructure in den USA. [Das System wissenschaftlicher Kommunikation zu Beginn des 21. Jahrhunderts] (= BIT online. Innovativ, Bd. 21). Dinges & Frick, Wiesbaden 2008, ISBN 978-3-934997-24-0.
- Informationsrecherche ohne Bibliothek? Bibliothek und bibliothekarische Dienstleistungen unter dem Konkurrenzdruck des Internet. In: Eckart Gerstner (Hrsg.): 17. Thüringer Bibliothekartag in Ilmenau am 12. Oktober 2011, Erfurt 2012, S. 9–33.
- Dichter oder Politiker? Die Kontroversen um das Oberkasseler Gottfried-Kinkel-Denkmal. In: Wilfried Hansmann/Hermann Rösch: Das Kinkel-Denkmal in Bonn-Oberkassel. Großjohann, Bonn 2015, S. 1–26.
- „...ich als Freidenker, Republikaner und Socialist...“. Gottfried Kinkel – Porträt eines Nonkonformisten. Festrede gehalten aus Anlass des 200. Geburtstages von Gottfried Kinkel am 11. August 2015 in der alten Evangelischen Kirche Bonn-Oberkassel. Großjohann, Bonn 2016.
- „Gerettet!“ Zwei Briefe Gottfried Kinkels an seine Frau Johanna aus dem Jahr 1850. Mit einer kurzen biographischen Skizze zu Gottfried Kinkel jr. In: Bonner Geschichtsblätter. Bd. 68 (2018), S. 223–238.
- Informationsethik und Bibliotheksethik (= Bibliotheks- und Informationspraxis, Bd. 68). De Gruyter Saur, Berlin 2021, ISBN 978-3-11-051959-4.
- Informationsfreiheit versus Strafrecht? Benutzung und Digitalisierung nationalsozialistischer Zeitungen aus ethischer Sicht. In: Markus Stumpf u. a.: Nationalsozialismus digital. Vandenhoeck & Ruprecht, Göttingen 2021, S. 205–223, ISBN 978-3-7370-1276-8.
- (mit Frieder Sondermann): "Starb den schönen Tod in seinem Berufe". Ein neu entdecktes zeitgenössisches Dokument zu Friedrich Adolf Eberts Sturz von der Bücherleiter. In: O-bib. Das offene Bibliotheksjournal, Bd. 10 (2023), S. 1–18.

Festschrift
- Haike Meinhardt (Hrsg.): Die Bibliothek im Spannungsfeld. Geschichte, Dienstleistungen, Werte. Festschrift für Hermann Rösch. Bock + Herchen, Bad Honnef 2019, ISBN 978-3-88347-302-4